# かき揚げ
かき揚げ（かきあげ、掻き揚げ）は、小さく切った魚介類や野菜などを小麦粉を溶いた衣でまとめ、食用油で揚げた天ぷらの一種。

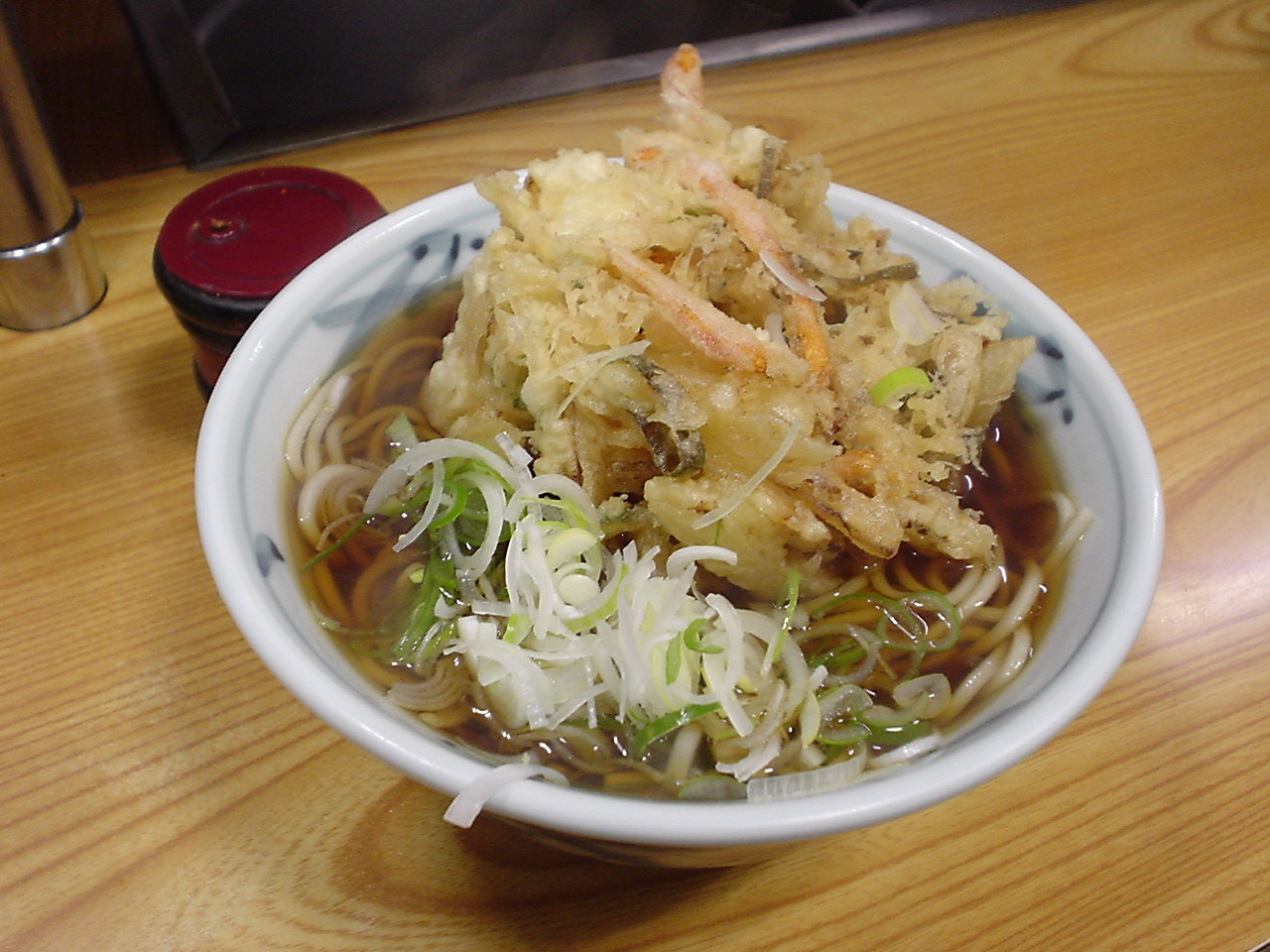
かき揚げそば（天ぷら蕎麦）

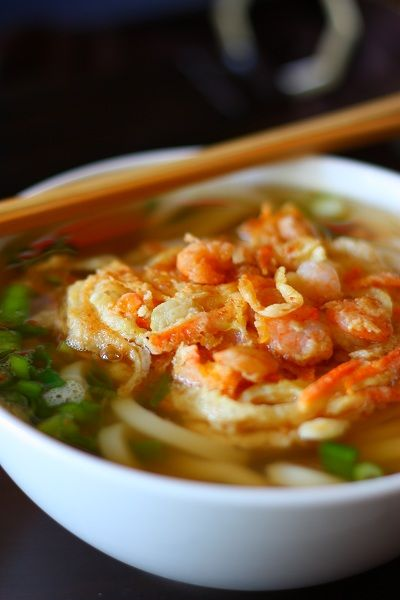
かき揚げうどん

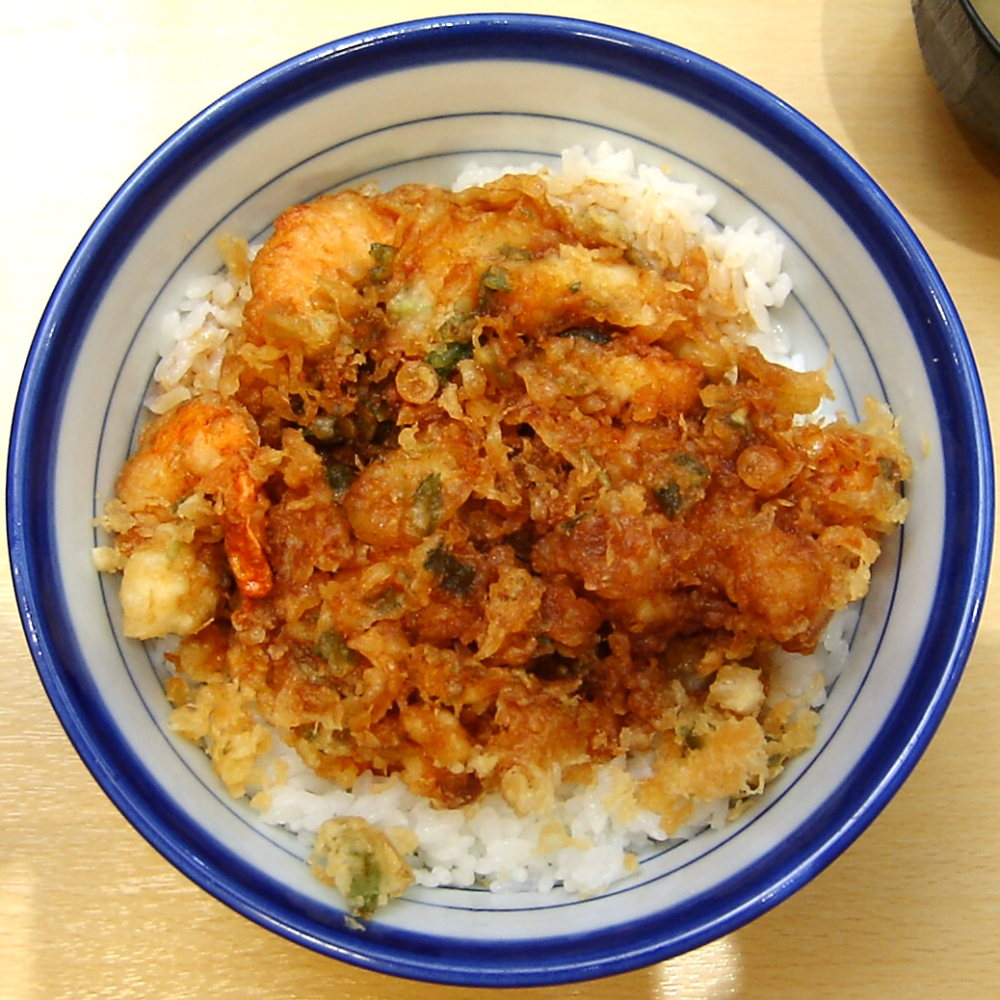
かき揚げ丼（かき揚げ天丼）

他の天ぷらと同様に「天つゆ」や「塩」で味付けをして食べる。丼種として丼飯の上に載せたり（かき揚げ丼）、温かいそばやうどんに載せたり、ざるそばに添えたりといった用途に用いられることも多い。
天ぷらのコース料理では最後の締めとして出される。これを天丼に仕立てたり、お茶漬け（天茶と呼ばれる）にしたりすることも一般的である。

## 具材
エビ、小柱、イカなどの魚介類を主とする場合と、たまねぎやにんじんなどの野菜を主とする場合がある。また両者を混ぜたかき揚げもあり、具材の組み合わせは様々であり種類も多い。揚げ油は、白絞油、サラダ油、ごま油など。
小エビのかき揚げが定番のひとつで、芝エビが多く利用される。小柱の掻き揚げも定番で、こちらはアオヤギ（バカガイ）の貝柱を材料とする。これらはいずれも東京の特産物が具材に使われた江戸前の天ぷらである。
エビや貝柱など魚介類に三つ葉を加えたかき揚げは、飲食店等で提供されている。
野菜のかき揚げには、ニンジンやゴボウ、ネギやタマネギ、春菊などが用いられる。関東地方の立ち食いそば・うどん店においては、たまねぎを主体としたかき揚げを載せたものを「天ぷらそば（うどん）」と呼ぶのが通例である。
地方独自のかき揚げも多く、サクラエビやシラス、シラウオ、紅しょうがをまとめて揚げることもある。九州南部ではサツマイモを主体とした、かき揚げに似た「がね」と呼ばれる郷土料理がある。

## 語源
名前は、かき混ぜて揚げることに由来するというのが業界での認識である（「天吉」店主等）。同一の説明を別の料理人がしていたという逸話を、池田弥三郎も記述している。

## 用具
形を整えたかき揚げを効率的に多数作るための「かき揚げリング」という、かき揚げに特化した調理器具が業務用に市販されている。家庭用には、細ぎりした素材のコロモつけに玉じゃくし等を使うこともある。

## 歴史
守貞漫稿(1837年‐執筆)には、「『蕎麦屋の天ぷら』は『芝海老』だった」と書かれている。蕎麦の研究家によれば、天ぷら蕎麦が考案されたのは文政年間（1818‐1830年）頃で、使用されたのは芝海老のかき揚げだった。
明治維新後、天ぷら屋「天金」常連客の徳川慶喜は鍋島皿に大きなかき揚げを載せて食べていたという。

## 保存
冷凍保存が可能で、業務用の冷凍食品も流通している。